# Eretmocerus
Eretmocerus is een geslacht van vliesvleugeligen uit de familie Aphelinidae. De wetenschappelijke naam van dit geslacht is voor het eerst geldig gepubliceerd in 1850 door Haldeman.

## Soorten
Het geslacht Eretmocerus omvat de volgende soorten:
- Eretmocerus adustiscutum Krishnan & Vasantharaj David, 1996
- Eretmocerus aegypticus Evans & Abd-Rabou, 2004
- Eretmocerus aleurolobi Ishii, 1938
- Eretmocerus aleurothrixus Rose, 2001
- Eretmocerus aleyrodesii (Cameron, 1912)
- Eretmocerus aleyrodiphagus (Risbec, 1951)
- Eretmocerus ampliatus Rose, 2001
- Eretmocerus australis Girault, 1921
- Eretmocerus bisetae Hayat, 1998
- Eretmocerus breviclavus Subba Rao, 1984
- Eretmocerus cadabae Viggiani, 1982
- Eretmocerus californicus Howard, 1895
- Eretmocerus clauseni Compere, 1936
- Eretmocerus clavator Myartseva, 2011
- Eretmocerus cocois Delvare, 2008
- Eretmocerus comperei Rose, 2001
- Eretmocerus corni Haldeman, 1850
- Eretmocerus debachi Rose & Rosen, 1992
- Eretmocerus delhiensis Mani, 1941
- Eretmocerus desantisi Rose, 2001
- Eretmocerus dialeurolongae Krishnan & Vasantharaj David, 1996
- Eretmocerus diversiciliatus Silvestri, 1915
- Eretmocerus dozieri Rose, 2001
- Eretmocerus emiratus Zolnerowich & Rose, 1998
- Eretmocerus eremicus Rose & Zolnerowich, 1997
- Eretmocerus exilis Rose, 2001
- Eretmocerus flavus Krishnan & Vasantharaj David, 1996
- Eretmocerus furuhashii Rose & Zolnerowich, 1994
- Eretmocerus gracilis Rose, 2001
- Eretmocerus gunturiensis Hayat, 1972
- Eretmocerus haldemani Howard, 1908
- Eretmocerus hayati Zolnerowich & Rose, 1998
- Eretmocerus hoelmeri Rose & Zolnerowich, 2006
- Eretmocerus hydrabadensis Husain & Agarwal, 1982
- Eretmocerus illinoisensis Dozier, 1932
- Eretmocerus indicus Hayat, 1972
- Eretmocerus jimenezi Rose, 2001
- Eretmocerus joeballi Rose & Zolnerowich, 1997
- Eretmocerus lativentris Girault, 1932
- Eretmocerus longicornis Viggiani & Battaglia, 1983
- Eretmocerus longipes Compere, 1936
- Eretmocerus longiscapus Hayat, 1998
- Eretmocerus longiterebrus Rose, 2001
- Eretmocerus melanoscutus Zolnerowich & Rose, 1998
- Eretmocerus mundus Mercet, 1931
- Eretmocerus nairobii Gerling, 1970
- Eretmocerus naranjae Myartseva & Coronado-Blanco, 2007
- Eretmocerus nativus Girault, 1930
- Eretmocerus neobemisiae Yasnosh, 1974
- Eretmocerus neomaskelliae Abd-Rabou & Ghahari, 2010
- Eretmocerus nikolskajae Myartseva, 1973
- Eretmocerus orchamoplati Schmidt, 2011
- Eretmocerus orientalis Gerling, 1969
- Eretmocerus ostovani Ghahari & Abd-Rabou, 2010
- Eretmocerus pallidus Dozier, 1932
- Eretmocerus parasiphonini Evans & Abd-Rabou, 2004
- Eretmocerus paulistus Hempel, 1904
- Eretmocerus perseae Rose & Zolnerowich, 2004
- Eretmocerus picketti Rose & Zolnerowich, 2004
- Eretmocerus portoricensis Dozier, 1932
- Eretmocerus queenslandensis Naumann & Schmidt, 2000
- Eretmocerus rajasthanicus Hayat, 1976
- Eretmocerus rosei Evans & Bennett, 1996
- Eretmocerus roseni Gerling, 1972
- Eretmocerus rui Zolnerowich & Rose, 2004
- Eretmocerus sculpturatus Hayat, 1998
- Eretmocerus serius Silvestri, 1927
- Eretmocerus silvestrii Gerling, 1969
- Eretmocerus siphonini Viggiani & Battaglia, 1983
- Eretmocerus staufferi Rose & Zolnerowich, 1997
- Eretmocerus tejanus Rose & Zolnerowich, 1997
- Eretmocerus trialeurodis Hayat, 1998
- Eretmocerus warrae Naumann & Schmidt, 2000
- Eretmocerus zippanguiphagus Hulden, 1986